# The SG Shochu
The SG Shochu（エスジー焼酎）は、東京や上海でバーを運営するSG Groupと、九州の3酒造が共同開発した本格焼酎のブランド。2020年2月14日発売。銘柄は米、芋、麦の3種がある。

## 概要
SG Groupのファウンダー・後閑信吾が、「焼酎を世界の酒にしたい」との思いから、バーで楽しめる新しい焼酎ブランドを着想。カクテルに使いやすい焼酎を開発することで、日本発のスピリッツを世界に知ってもらうという構想に酒造3社が賛同し、プロジェクトが発足。
求める味わいに到達するまで試作を繰り返して完成した。

## 特徴・コンセプト
本格焼酎の特徴である１回蒸留ならではのアロマやフレーバーをしっかりと残しつつ、フルーツなどとも相性のよいバランスのとれた酒質を実現している。さらにアルコール度数をバーで使いやすい40度程度にすることで、カクテルにした時もこれら米・芋・麦の個性を十分に味わえる構成になっている。
The SG Shochu のSはSip（ゆっくり味わう）、GはGuzzle（気軽に飲む）の頭文字で、ブランドコンセプトは“A fine spirit to Sip or Guzzle”である。SipでもGuzzleでも自由に楽しめるお酒という意味があり、様々な飲み方を通じて焼酎の新しい楽しみ方を発見する狙いが込められている。

## デザイン
1860年代のアメリカの薬瓶をイメージした背の低いボトルを開発。バックバーに並べて見栄えのするボトルデザインは、これまでの国内向け焼酎とは一線を画す。
ラベルとカートンのデザインは、英国・マンチェスターのユナイテッド・クリエイティヴズ社が担当した。「和酒としての焼酎を世界的に広がるバー文化の文脈から捉え直すこと」をテーマに、日本の伝統的な文様と洋酒らしい要素を融合している。

## ラインナップ
- The SG Shochu KOME

独自酵母と低温発酵が生み出す、林檎やパイナップルを思わせる爽やかな吟醸香が特徴の本格米焼酎。アルコール度数は40度。製造は高橋酒造（熊本県人吉市）。
- The SG Shochu IMO

華やかな香りの紫芋と味わい深い貯蔵芋を組み合わせることで、トロピカルな果実や花を彷彿とさせる本格芋焼酎。アルコール度数は38度。製造は薩摩酒造（鹿児島県枕崎市）。
- The SG Shochu MUGI

樽熟成を含めた5つの原酒をブレンド。麦の香ばしさにバニラやチョコレートのニュアンスを感じさせる本格麦焼酎。アルコール度数は40度。製造は三和酒類（大分県宇佐市）。